# Wally Suarez
Wally Suarez ( 1977) es un botánico filipino, especialista en la familia de las orquídeas.

## Algunas publicaciones
- w. Suarez. 2013. Nepenthes viridis, a new species from Dinagat, Philippines Archivado el 9 de noviembre de 2013 en Wayback Machine.. Carnivorous Plants in the tropics

- l. Co, w. Suarez. 2012. Nepenthaceae. Co's Digital Flora of the Philippines

- w. Suarez, jim Cootes. 2007. Contributions to Philippine Orchidology: I. 5 pp.
- La abreviatura «W.Suarez» se emplea para indicar a Wally Suarez como autoridad en la descripción y clasificación científica de los vegetales.[2]